# Neochauliodes sundaicus
Neochauliodes sundaicus is een insect uit de familie Corydalidae, die tot de orde grootvleugeligen (Megaloptera) behoort. De soort komt voor in Indonesië en Maleisië. Drie syntypes van de soort worden bewaard in het Museum für Naturkunde in Berlijn.